# خايمي سيلفا
خايمي سيلفا (بالإسبانية: Jaime Silva)‏ (10 أكتوبر 1935 كولومبيا كولومبيا - 25 أبريل 2003 طراغونة إسبانيا) هو لاعب كرة قدم كولومبي سابق كان يلعب كلاعب وسط، شارك في كأس العالم لكرة القدم 1962.

## روابط خارجية
- خايمي سيلفا على موقع الاتحاد الدولي (مؤرشف)  (الإنجليزية)
- خايمي سيلفا على موقع قاعدة بيانات كرة القدم.إي يو (الإنجليزية)
- خايمي سيلفا على موقع ناشيونال فوتبول تيمز (الإنجليزية)